# Грайские Альпы
Грайские Альпы — горы, часть Западных Альп на территории Франции (Савойя), Италии (Пьемонт и Валле-д'Аоста) и Швейцарии (запад кантона Вале)[уточнить]. В Грайских Альпах расположена высочайшая вершина Западной Европы — Монблан (4810 м).
Грайские Альпы отделены от Котских Альп (на юге) перевалом Мон-Сенис, от Пеннинских Альп (на северо-востоке) — перевалом Ферре и долиной реки Дора-Бальтеа, от Альп Дофине (на западе) — долиной реки Арк. На северо-западе от Грайских Альп лежат савойские предальпийские массивы.
Название Грайских Альп произошло от имени кельтского племени Грайоцели, обитавшего в окрестностях перевала Мон-Сенис и долины Виу.
Основные массивы и вершины:
- Массив Монблан
  - Монблан (4810 м), значительное число других вершин свыше 4000 м.
- Массив Грайские Альпы
  - Пуэнт-де-Шарбоннель (3752 м)
  - Теста дел Рутор (3486 м)
- Массив Бофортен
  - Руанье (2995 м)
- Массив Лозьер
  - Гран-Пик-де-ла-Лозьер (2829 м)
- Массив Вануаз
  - Гранд-Кас (3865 м)
- Массив Гран-Парадизо
  - Гран-Парадизо (4061 м)